# Bogor
Bogor ist eine autonome Stadt in Jawa Barat (Westjava) in Indonesien mit über einer Million Einwohnern. Sie liegt etwa 60 km südlich von Jakarta auf 290 m ü. d. M. und ist umgeben von Bergen. Gemeinsam mit Jakarta, Tangerang und Bekasi wächst Bogor allmählich zu einem einheitlichen Siedlungsgebiet zusammen, das unter dem Akronym „Jabodetabek“ zu den größten Metropolregionen der Welt zählt. Die Stadt ist komplett umgeben vom gleichnamigen Regierungsbezirk (Kabupaten).
Bogor ist die regenreichste Stadt Javas. Selbst in der Trockenzeit muss ab Nachmittag mit schweren Regenfällen gerechnet werden, die bis in die Nacht hinein andauern können. Durchschnittlich wird Bogor von gut 320 Gewittern pro Jahr heimgesucht. Die Stadt trägt deshalb den Spitznamen „Kota Hujan“ (Regenstadt).
In der Kolonialzeit nutzten die Holländer Bogor ab 1745 als Aufenthaltsort im Sommer; sie gaben dem Ort den Beinamen „Buitenzorg“ (Sorglos). In der Zeit der britischen Herrschaft über Indonesien (1811 bis 1816) nutzte Sir Thomas Stamford Raffles Bogor als seinen Landsitz.

## Verwaltungsgliederung
Die verwaltungstechnisch einer Provinz gleichgestellte Stadt wird administrativ in sechs Distrikte (Kecamatan) unterteilt, die nach Himmelsrichtungen benannt sind. Eine weitere Unterteilung erfolgt in 68 Kelurahan (Dörfer urbanen Charakters) mit 847 Rukun Warga (RW, Weiler) und 3.907 Rukun Tetangga (RT, Nachbarschaften).
| Code 1   | Kecamatan Distrikt | Ibu Kota Verwaltungssitz | Fläche (km²) | Einwohner Census 2010 2 | Volkszählung 2020 | Volkszählung 2020 | Volkszählung 2020 | Anzahl der Kelurahan 6 |
| Code 1   | Kecamatan Distrikt | Ibu Kota Verwaltungssitz | Fläche (km²) | Einwohner Census 2010 2 | Einwohner 3       | 0Dichte 40        | Sex Ratio 5       | Anzahl der Kelurahan 6 |
| -------- | ------------------ | ------------------------ | ------------ | ----------------------- | ----------------- | ----------------- | ----------------- | ---------------------- |
| 32.71.01 | Bogor Selatan      | Empang                   | 30,81        | 181.392                 | 204.030           | 20.101,5          | 104,9             | 16                     |
| 32.71.02 | Bogor Timur        | Baranangsiang            | 10,15        | 95.098                  | 104.327           | 5.887,5           | 102,9             | 6                      |
| 32.71.03 | Bogor Tengah       | Pabaton                  | 8,13         | 101.398                 | 96.258            | 2.930,2           | 101,3             | 11                     |
| 32.71.04 | Bogor Barat        | Loji                     | 32,85        | 211.084                 | 233.637           | 12.401,1          | 102,1             | 16                     |
| 32.71.05 | Bogor Utara        | Tegalgundil              | 17,72        | 170.443                 | 186.724           | 22.967,3          | 103,5             | 8                      |
| 32.71.06 | Tanah Sareal       | Kebonpedes               | 18,84        | 190.919                 | 218.094           | 1.840,5           | 102,5             | 11                     |
| 32.71    | Kota Bogor         | Pabaton                  | 118,50       | 950.334                 | 1.043.070         | 8.802,3           | 103,0             | 68                     |

## Demographie
Zur Volkszählung im September 2020 lebten in Kota Bogor 1.043.070 Menschen, davon 513.834 Frauen (49,26 %) und 529.236 Männer (50,74 %). Gegenüber dem letzten Census (2010) stieg der Frauenanteil um 0,27 Prozent. 70,06 % (730.7431) gehörten 2020 zur erwerbsfähigen Bevölkerung; 24,40 % waren Kinder und 5,54 % im Rentenalter (ab 65 Jahren).
| Datum    | Fläche (km²) | Einwohner    | Einwohner    | Einwohner  | Bevölke- rungsdichte (Einw. je km²) | Sex Ratio (Männer pro 100 Frauen) |
| Datum    | Fläche (km²) | 00männlich00 | 00weiblich00 | 00gesamt00 | Bevölke- rungsdichte (Einw. je km²) | Sex Ratio (Männer pro 100 Frauen) |
| -------- | ------------ | ------------ | ------------ | ---------- | ----------------------------------- | --------------------------------- |
| 31.12.20 | 119,00       | 535.142      | 521.279      | 1.056.421  | 8.877,00                            | 102,66                            |
| 30.06.21 | 118,5        | 528.577      | 513.324      | 1.041.901  | 9.075,59                            | 102,97                            |
| 31.12.21 | 111,37       | 551.620      | 539.776      | 1.091.396  | 9.799,73                            | 102,19                            |

| Jahr      | 2013    | 2014    | 2015    | 2016    | 2017      | 2018      | 2019      | 2020      | 2021      |
| --------- | ------- | ------- | ------- | ------- | --------- | --------- | --------- | --------- | --------- |
| Einwohner | 978.046 | 983.156 | 984.060 | 993.570 | 1.010.584 | 1.029.084 | 1.048.405 | 1.064.698 | 1.091.396 |
| Dichte    | 8309    | 8.297   | 8.304   | 8.385   | 8.528     | 8.684     | 8.847     | 8.985     | 9.210     |

## Religion
Die Mehrheit der Bevölkerung ist muslimisch mit etwas mehr als 700 Moscheen. Zudem gibt es insgesamt 13 buddhistische und konfuzianistische Tempel, 9 hinduistische Tempel, 27 evangelische Kirchen und 8 römisch-katholische. Bogor ist Sitz des Bistums Bogor. In dieser Vielfalt zeigt sich das Prinzip des PancaSila. Ende 2021 waren 93,29 Prozent der Einwohner Muslime, Christen gab es 5,85 % (42.058 ev.-luth. / 21.774 röm.-kath.), 0,71 % Buddhisten sowie 0,10 % Hindus.

## Verkehr
Von Norden her ist Bogor über die mautpflichtige Jagorawi-Autobahn mit Jakarta verbunden. Von Südosten ist Bogor über den Puncak-Pass mit Bandung und von Süden her über eine Landstraße mit Sukabumi verbunden.
Es existiert eine Zugverbindung von Jakarta über Bogor und Bandung nach Yogyakarta.

## Sehenswürdigkeiten

Das Königreich Sunda

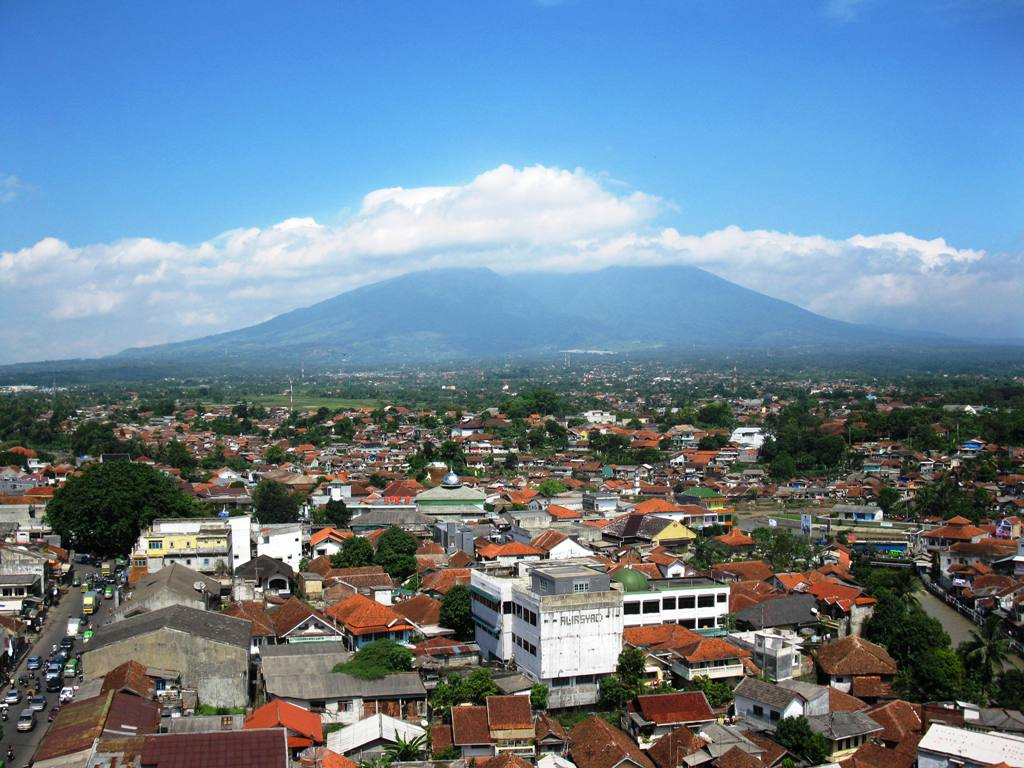
Blick über die Stadt auf den Gunung Salak

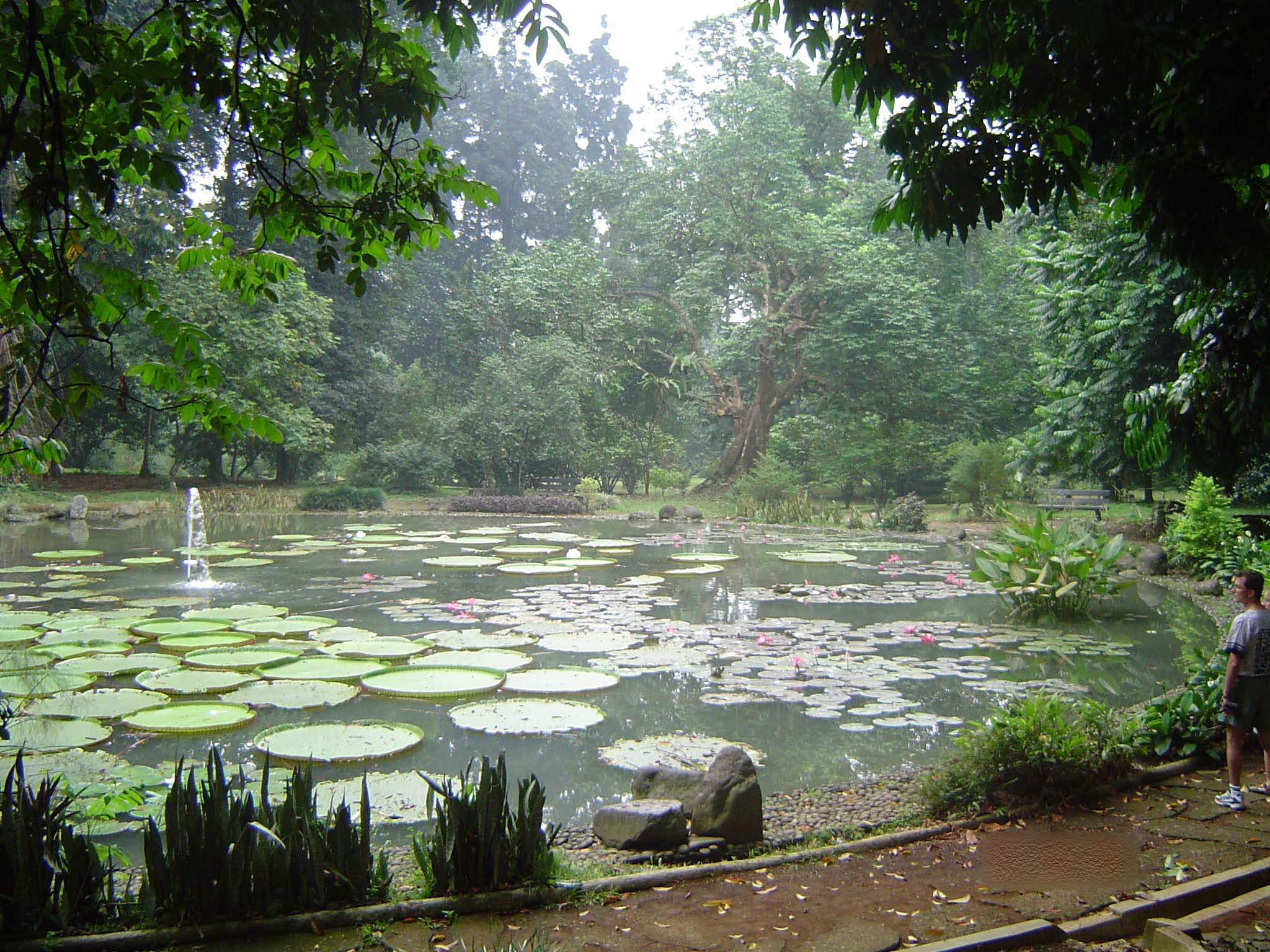
Seerosenteich im Botanischen Garten

Der 87 Hektar große Botanische Garten ist die wohl bekannteste Sehenswürdigkeit Bogors. Der am 18. Mai 1817 eröffnete Park wurde auf Initiative des deutschen Botanikers Kaspar Georg Karl Reinwardt angelegt und beherbergt eine Sammlung von 6000 Pflanzenarten, darunter über 200 Palmen- und 883 Orchideenarten. Hervorzuheben ist die Titanenwurz (Amorphophallus titanum), ein Aronstabgewächs mit einem über zwei Meter hohen Blütenstand.
Angrenzend befindet sich der Istana Bogor, ein vom indonesischen Präsidenten genutzter Palast, der 1744 entstand.
Einige historische Gebäude aus der Kolonialzeit haben überdauert. Am Puncak-Pass befindet sich der Tierpark „Taman Safari“.
In Bogor befindet sich die 2009 gegründete Indonesische Verteidigungsuniversität (UNHAN).

## Wirtschaft
- Sitz der Boehringer Ingelheim Indonesia

## Städtepartnerschaften
- Shenzhen (Volksrepublik China), seit 17. August 2005
- St. Louis (USA), seit 12. September 2005
- Gödöllő (Ungarn)
- Lumapas (Brunei)

## Söhne und Töchter der Stadt
- Adriaan Daniël Fokker (1887–1972), niederländischer Physiker
- Etie van Rees (1890–1973), niederländische Malerin, Zeichnerin und Keramikerin
- Syed Hussein Alatas (1928–2007), malaysischer Sozialwissenschaftler und Politiker
- Muhammad Naquib al-Attas (* 1931), malaysischer muslimischer Philosoph und Denker
- Marianna Hilarides (1933–2015), niederländische Balletttänzerin
- Dewi Malia Prawiradilaga (* 1955), Ornithologin
- Lambertus Christiaan Grijns (* 1962), niederländischer Diplomat
- Christophorus Tri Harsono (* 1966), römisch-katholischer Geistlicher, Bischof von Purwokerto
- Ayu Utami (* 1968), Radio- und Zeitungsjournalistin, Drehbuchschreiberin und Autorin
- Rio Suryana (* 1977), australischer Badmintonspieler
- Agus Prayogo (* 1985), Leichtathlet
- Lingga Lie (* 1986), Badmintonspieler
- Andhika Anhar (* 1989), Badmintonspieler